# ويندي هولدنر
ويندي هولدنر (مواليد 12 مايو 1993) هي لاعبة تزلج على المنحدرات الثلجية سويسرية.

## وصلات خارجية
- ويندي هولدنر على موقع الاتحاد الدولي للتزلج (التزلج على المنحدرات الثلجية) (الإنجليزية)
- ويندي هولدنر على موقع اللجنة الأولمبية الدولية (الإنجليزية)
- ويندي هولدنر على موقع أوليمبيديا (الإنجليزية)